# 马图特
马图特，是西班牙拉里奥哈自治区的一个市镇。总面积26平方公里，总人口179人（2001年），人口密度7人/平方公里。